# Маугли
Маугли е измислен герой, който се появява за първи път в книгите на Ръдиърд Киплинг „Книга за джунглата“ и „Втора книга за джунглата“. Той е малко момче, отгледано от вълци, което израства в джунглата сред различните видове животни.

## Герои от книгата
- Шир Хан – тигър, враг на Маугли
- Багира – черната пантера, приятел на Маугли
- Балу – сива мечка
- Акела – водачът на глутницата вълци
- Каа – питон